# Equus hemionus hemionus
L'asino selvatico mongolo (Equus hemionus hemionus, detto anche khulan) è una sottospecie di onagro. A questa sottospecie si potrebbe anche ascrivere il kulan del Gobi o dziggetai (Equus hemionus luteus). Vive in Mongolia ed in Cina settentrionale, ma in passato era diffuso anche in Kazakistan, prima di estinguersi in seguito alla caccia.
L'areale dell'asino selvatico mongolo si è ridotto drammaticamente durante gli anni '90. Un censimento del 1994-1997 stimò una popolazione compresa tra i 33.000 ed i 63.000 esemplari diffusi su un areale continuo che ricopriva tutta la Mongolia meridionale. Nel 2003, un nuovo censimento riscontrò la presenza di solo 20.000 esemplari diffusi su un'area di 177.563 km² in Mongolia meridionale. Le stime della popolazione mongola dovrebbero comunque essere prese con cautela a causa della mancanza di protocolli di censimento. Nonostante questo, in Mongolia questa sottospecie ha perso circa il 50% del suo areale originario nel corso degli ultimi 70 anni.
La popolazione è diminuita in seguito al bracconaggio ed alla competizione con il bestiame per i pascoli e lo stato di conservazione della specie viene valutato come vulnerabile. Dal 1953, in Mongolia l'asino selvatico mongolo ha goduto di una protezione completa. Questa sottospecie viene inoltre classificata nell'appendice I della Convenzione sul Commercio Internazionale delle Specie Minacciate (CITES) e nel 2002 è stata aggiunta all'appendice II della Convenzione sulle Specie Migratrici. Comunque, in seguito alla crescita demografica umana e ad alcuni inverni particolarmente severi degli anni scorsi, il numero dei conflitti tra i mandriani e gli asini selvatici mongoli sembra essere aumentato.
Il bracconaggio a scopo alimentare sembra essere un problema crescente in Mongolia. Per alcuni ceti della popolazione locale la carne di asino selvatico e di altri animali selvaggi appare come una sostituta o perfino come un'economica alternativa alla carne degli animali domestici. Nel 2005, un censimento nazionale basato su una serie di questionari ha riscontrato che ogni anno vengono uccisi dai bracconieri 4500 asini selvatici, circa il 20% dell'intera popolazione. Inoltre, i cambiamenti politici degli inizi degli anni '90 hanno permesso alla popolazione urbana di ritornare ad uno stile di vita nomade, seguito da un grandissimo incremento in molte aree rurali della popolazione umana e del bestiame.
I cambiamenti politici e sociali hanno distrutto il tradizionale utilizzo delle terre, indebolito le forze dell'ordine ed inoltre spinto la gente ad utilizzare le risorse naturali, ad esempio rendendo le specie selvatiche una risorsa «aperta a tutti». Si prevede che il ritorno dell'uomo e del suo bestiame provocherà un aumento delle interazioni uomini-animali, minacciando così la sopravvivenza delle rare specie animali del deserto del Gobi.